# Wioślarstwo na Letnich Igrzyskach Olimpijskich 2008 – czwórka podwójna mężczyzn
Czwórka podwójna mężczyzn (M4x) – konkurencja rozgrywana podczas Letnich Igrzysk Olimpijskich 2008 w Pekinie między 9 a 16 sierpnia w Parku Olimpijskim Shunyi.

## Harmonogram konkurencji
Wszystkie godziny w standardowym czasie chińskim (UTC+8)

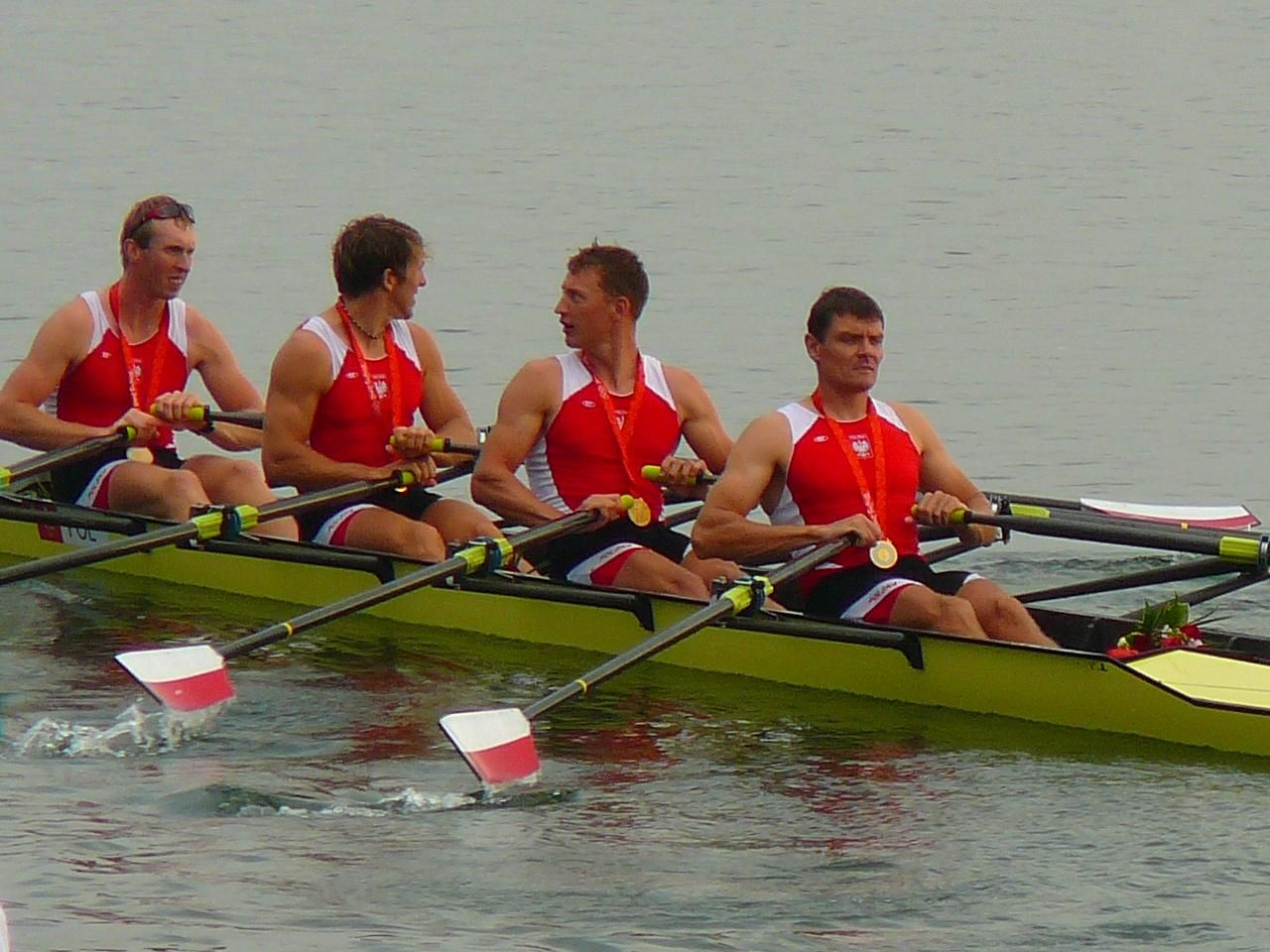
Czwórka podwójna mężczyzn: złoci medaliści

| Godzina                     | Wydarzenie  | Runda         |
| --------------------------- | ----------- | ------------- |
| Niedziela, 10 sierpnia 2008 | 16:50-17:20 | Eliminacje    |
| Wtorek, 12 sierpnia 2008    | 17:00-17:10 | Repasaże      |
| Piątek, 15 sierpnia 2008    | 16:30-16:50 | Półfinały A/B |
| Sobota, 16 sierpnia 2008    | 15:10-15:20 | Finał B       |
| Niedziela, 17 sierpnia 2008 | 16:50-17:00 | Finał A       |

## Medaliści
| Złoto                                                                        | Srebro                                                                         | Brąz                                                                              |
| Polska · Konrad Wasielewski · Marek Kolbowicz · Michał Jeliński · Adam Korol | Włochy · Luca Agamennoni · Simone Venier · Rossano Galtarossa · Simone Raineri | Francja · Jonathan Coeffic · Pierre-Jean Peltier · Julien Bahain · Cédric Berrest |

## Wyniki

### Eliminacje
Reguła kwalifikacji: 1-3 → PA/B, 4.. → R

#### Eliminacje 1
| Miejsce | Zawodnik                                                         | Kraj      | Czas    | Uwagi |
| ------- | ---------------------------------------------------------------- | --------- | ------- | ----- |
| 1       | Christopher Morgan James McRae Brendan Long Daniel Noonan        | Australia | 5:36,20 | PA/B  |
| 2       | Luca Agamennoni Simone Venier Rossano Galtarossa Simone Raineri  | Włochy    | 5:36,42 | PA/B  |
| 3       | Nikita Morgaczow Siergiej Fiodorowcew Igor Sałow Nikołaj Spiniew | Rosja     | 5:39,18 | PA/B  |
| 4       | Kaspar Taimsoo Vladimir Latin Igor Kuzmin Allar Raja             | Estonia   | 5:42,22 | R     |
| 5       | Petr Vitásek Milan Doleček Jakub Hanák David Jirka               | Czechy    | 6:00,98 | R     |

#### Eliminacje 2
| Miejsce | Zawodnik                                                                | Kraj     | Czas    | Uwagi |
| ------- | ----------------------------------------------------------------------- | -------- | ------- | ----- |
| 1       | Konrad Wasielewski Marek Kolbowicz Michał Jeliński Adam Korol           | Polska   | 5:38,76 | PA/B  |
| 2       | Jonathan Coeffic Pierre-Jean Peltier Julien Bahain Cédric Berrest       | Francja  | 5:41,75 | PA/B  |
| 3       | Kirył Lemiaszkiewicz Alaksandr Nowikau Paweł Szurmiej Walery Radziewicz | Białoruś | 5:43,73 | PA/B  |
| 4       | Yuleidys Cascaret Janier Concepcion Angel Fournier Yoennis Hernández    | Kuba     | 5:44,68 | R     |

#### Eliminacje 3
| Miejsce | Zawodnik                                                         | Kraj              | Czas    | Uwagi |
| ------- | ---------------------------------------------------------------- | ----------------- | ------- | ----- |
| 1       | Serhij Hryń Wołodymyr Pawłowśkyj Ołeh Łykow Serhij Biłouszczenko | Ukraina           | 5:40,11 | PA/B  |
| 2       | Stephan Krüger René Bertram Hans Gruhne Christian Schreiber      | Niemcy            | 5:43,48 | PA/B  |
| 3       | Matt Hughes Sam Stitt Jamie Schroeder Scott Gault                | Stany Zjednoczone | 5:45,77 | PA/B  |
| 4       | Janez Zupanc Jernej Jurše Janez Jurše Gašper Fistravec           | Słowenia          | 5:57,02 | R     |

### Repasaże
Reguła kwalifikacji: 1-3 → PA/B
| Miejsce | Zawodnik                                                             | Kraj     | Czas    | Uwagi |
| ------- | -------------------------------------------------------------------- | -------- | ------- | ----- |
| 1       | Kaspar Taimsoo Vladimir Latin Igor Kuzmin Allar Raja                 | Estonia  | 6:01,46 | PA/B  |
| 2       | Yuleidys Cascaret Janier Concepcion Angel Fournier Yoennis Hernández | Kuba     | 6:03,56 | PA/B  |
| 3       | Petr Vitásek Milan Doleček Jakub Hanák David Jirka                   | Czechy   | 6:04,95 | PA/B  |
| 4       | Janez Zupanc Jernej Jurše Janez Jurše Gašper Fistravec               | Słowenia | 6:12,64 |       |

### Półfinały A/B
Reguła kwalifikacji: 1-3 → FA, 4.. → FB

#### Półfinały A/B 1
| Miejsce | Zawodnik                                                                | Kraj      | Czas    | Uwagi |
| ------- | ----------------------------------------------------------------------- | --------- | ------- | ----- |
| 1       | Konrad Wasielewski Marek Kolbowicz Michał Jeliński Adam Korol           | Polska    | 5:51,29 | FA    |
| 2       | Christopher Morgan James McRae Brendan Long Daniel Noonan               | Australia | 5:52,93 | FA    |
| 3       | Stephan Krüger René Bertram Hans Gruhne Christian Schreiber             | Niemcy    | 5:53,56 | FA    |
| 4       | Petr Vitásek Milan Doleček Jakub Hanák David Jirka                      | Czechy    | 5:56,38 | FB    |
| 5       | Nikita Morgaczow Siergiej Fiodorowcew Igor Sałow Nikołaj Spiniew        | Rosja     | 5:59,56 | FB    |
| 6       | Kirył Lemiaszkiewicz Alaksandr Nowikau Paweł Szurmiej Walery Radziewicz | Białoruś  | 6:06,80 | FB    |

#### Półfinały A/B 2
| Miejsce | Zawodnik                                                             | Kraj              | Czas    | Uwagi |
| ------- | -------------------------------------------------------------------- | ----------------- | ------- | ----- |
| 1       | Luca Agamennoni Simone Venier Rossano Galtarossa Simone Raineri      | Włochy            | 5:51,20 | FA    |
| 2       | Matt Hughes Sam Stitt Jamie Schroeder Scott Gault                    | Stany Zjednoczone | 5:52,81 | FA    |
| 3       | Jonathan Coeffic Pierre-Jean Peltier Julien Bahain Cédric Berrest    | Francja           | 5:53,04 | FA    |
| 4       | Kaspar Taimsoo Vladimir Latin Igor Kuzmin Allar Raja                 | Estonia           | 5:54,57 | FB    |
| 5       | Serhij Hryń Wołodymyr Pawłowśkyj Ołeh Łykow Serhij Biłouszczenko     | Ukraina           | 6:03,71 | FB    |
| 6       | Yuleidys Cascaret Janier Concepcion Angel Fournier Yoennis Hernández | Kuba              | 6:04,99 | FB    |

### Finał B
| Miejsce | Zawodnik                                                                | Kraj     | Czas    | Uwagi |
| ------- | ----------------------------------------------------------------------- | -------- | ------- | ----- |
| 1       | Nikita Morgaczow Siergiej Fiodorowcew Igor Sałow Nikołaj Spiniew        | Rosja    | 5:46,17 |       |
| 2       | Serhij Hryń Wołodymyr Pawłowśkyj Ołeh Łykow Serhij Biłouszczenko        | Ukraina  | 5:47,89 |       |
| 3       | Kaspar Taimsoo Vladimir Latin Igor Kuzmin Allar Raja                    | Estonia  | 5:48,12 |       |
| 4       | Petr Vitásek Milan Doleček Jakub Hanák David Jirka                      | Czechy   | 5:50,07 |       |
| 5       | Kirył Lemiaszkiewicz Alaksandr Nowikau Paweł Szurmiej Walery Radziewicz | Białoruś | 5:50,74 |       |
| 6       | Yuleidys Cascaret Janier Concepcion Angel Fournier Yoennis Hernández    | Kuba     | 5:52,66 |       |

### Finał A
| Miejsce | Zawodnik                                                          | Kraj              | Czas    | Uwagi |
| ------- | ----------------------------------------------------------------- | ----------------- | ------- | ----- |
|         | Konrad Wasielewski Marek Kolbowicz Michał Jeliński Adam Korol     | Polska            | 5:41,33 |       |
|         | Luca Agamennoni Simone Venier Rossano Galtarossa Simone Raineri   | Włochy            | 5:43,57 |       |
|         | Jonathan Coeffic Pierre-Jean Peltier Julien Bahain Cédric Berrest | Francja           | 5:44,34 |       |
| 4       | Christopher Morgan James McRae Brendan Long Daniel Noonan         | Australia         | 5:44,68 |       |
| 5       | Matt Hughes Sam Stitt Jamie Schroeder Scott Gault                 | Stany Zjednoczone | 5:47,64 |       |
| 6       | Stephan Krüger René Bertram Hans Gruhne Christian Schreiber       | Niemcy            | 5:50,96 |       |